# Cuando yo amo (álbum)
Cuando yo amo es el título de un álbum de estudio grabado por el cantautor ítalo-venezolano Rudy La Scala. Fue publicado por Sonográfica en 1990.

## Lista de canciones
1. «Porque tú eres la reina»
2. «Libre (Nunca nadie me cambiará)»
3. «El cariño es como una flor»
4. «Bésame (Alimentame de amor)»
5. «Es que tú eres igual»
6. «Vamos a enamorarnos»
7. «Qué cosa es el amor»
8. «Cuando yo amo»
9. «Empezar otra vez»
10. «Cómo pasan los días»

- Datos: Q20014310